# Sunder Nix
Sunder Lamont Nix (Birmingham, 2 dicembre 1961) è un ex velocista statunitense, bronzo mondiale nei 400 metri piani a Helsinki 1983 ed oro olimpico con la staffetta 4×400 metri a Los Angeles 1984.

## Palmarès
| Anno | Manifestazione  | Sede        | Evento      | Risultato | Prestazione | Note |
| ---- | --------------- | ----------- | ----------- | --------- | ----------- | ---- |
| 1983 | Universiadi     | Edmonton    | 400 m piani | Bronzo    | 45"53       |      |
| 1983 | Universiadi     | Edmonton    | 4×400 m     | Oro       | 3'01"24     |      |
| 1983 | Mondiali        | Helsinki    | 400 m piani | Bronzo    | 45"24       |      |
| 1983 | Mondiali        | Helsinki    | 4×400 m     | 6º        | 3'05"29     |      |
| 1984 | Giochi olimpici | Los Angeles | 400 m piani | 5º        | 44"75       |      |
| 1984 | Giochi olimpici | Los Angeles | 4×400 m     | Oro       | 2'57"91     |      |